# Pfarrkirche Großmugl

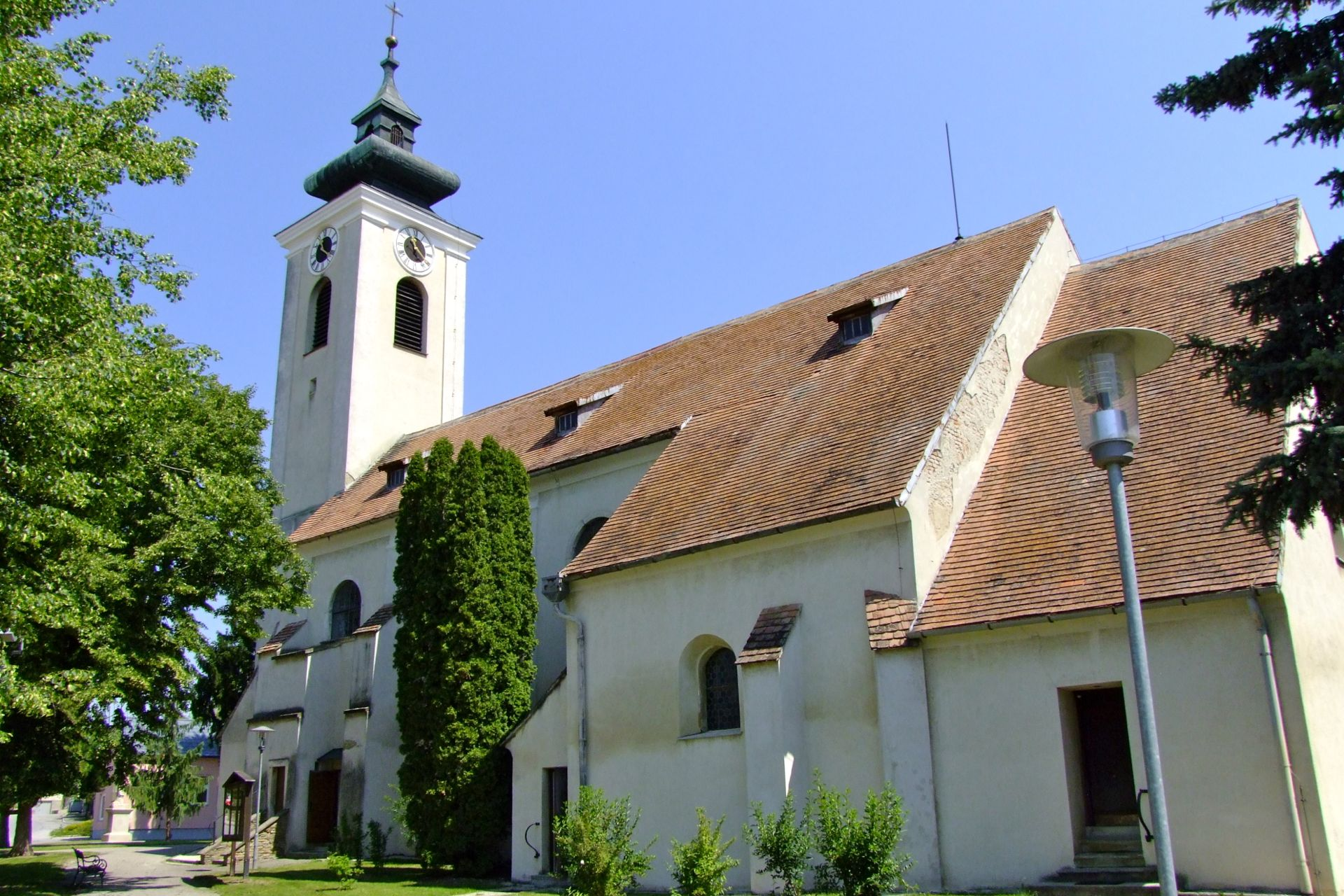
Katholische Pfarrkirche hl. Nikolaus in Großmugl

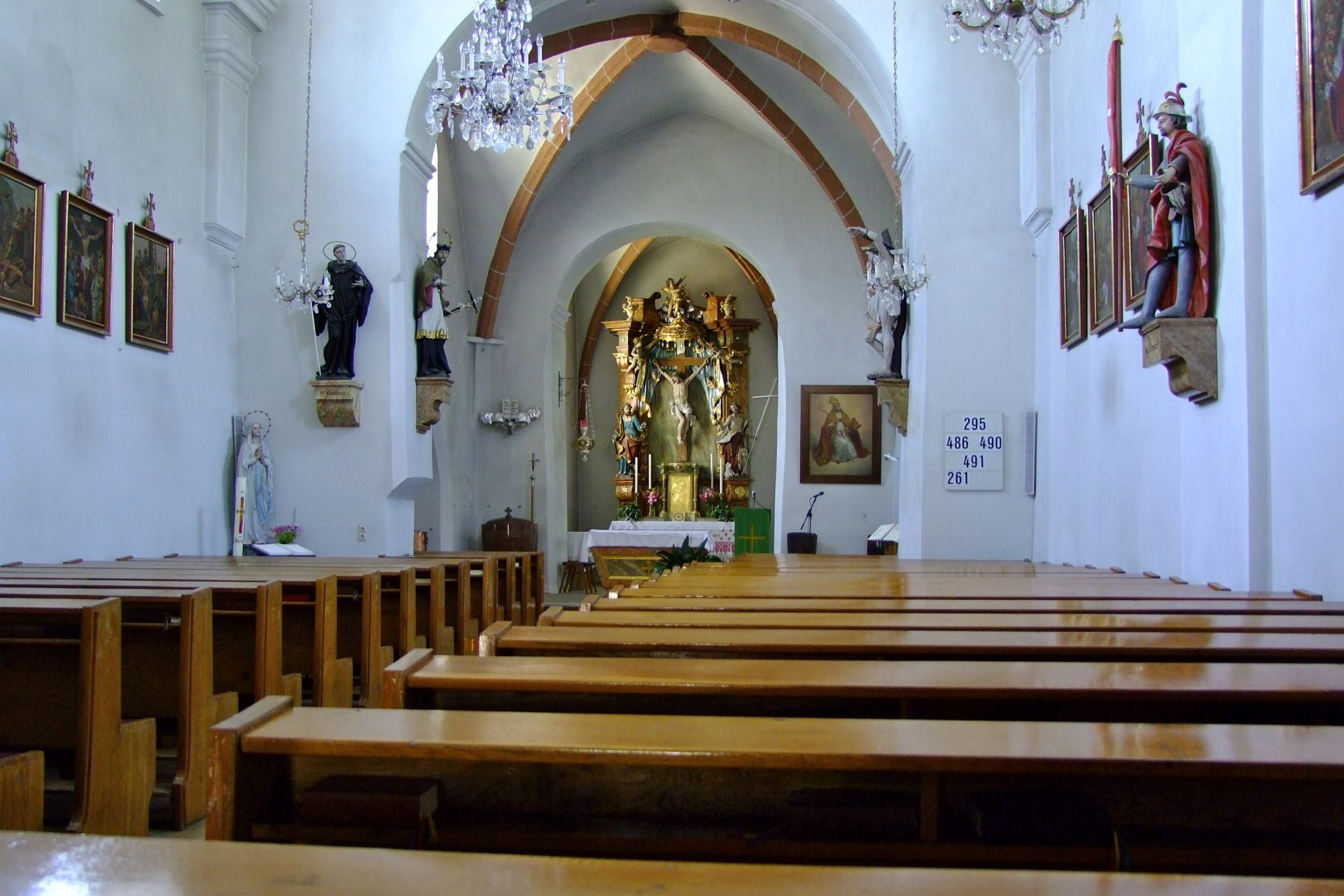
Langhaus, Blick zum Chor

Die Pfarrkirche Großmugl steht im Norden des Ortes Großmugl in der Marktgemeinde Großmugl im Bezirk Korneuburg in Niederösterreich. Die dem Patrozinium hl. Nikolaus von Myra unterstellte römisch-katholische Pfarrkirche gehört zum Dekanat Stockerau im Vikariat Unter dem Manhartsberg der Erzdiözese Wien. Die Kirche steht unter Denkmalschutz (Listeneintrag).

## Geschichte
Urkundlich wurde 1298 eine Kirche genannt. Der gotische Kirchenbau ist aus dem 14. Jahrhundert. Die südliche Marienkapelle ist aus 1453. 1686 erfolgte die Erhebung zur Pfarre. Um 1700 erfolgte die barocke Erhöhung des Langhauses. 1747 wurde auf einem gotischen Kern der Westturm neu erbaut und 1835 erhöht. Die Sakristei wurde 1811 angebaut. 1896 war eine Renovierung. 1962, 1974 waren Restaurierungen.

## Architektur
Kirchenäußeres
Die im Kern gotische Kirche mit einem Westturm wurde barockisiert. Der Westturm mit einer Faschengliederung hat rundbogige Schallfenster und trägt einen Zwiebelhelm. An das schlichte dreijochige Langhaus mit erneuerten Strebepfeilern schließen ein eingezogenes quadratisches Chorjoch und ein noch stärker eingezogener quadratischer Chorschluss an mit zwei Spitzbogenfensterchen sowie vermauertem Lanzettfenster mit fragmentiertem Dreipassschluss im Chorschluss vom Bau des 14. Jahrhunderts. Das Kirchenschiff wurde barock mit Bogenfenstern und Faschenfortsetzung der Strebepfeiler um 1700 erhöht. An der Südseite des Chores steht der Kapellenanbau hl. Maria von 1453 mit Strebepfeilern und später ausgerundeten Fenstern. An der Nordseite des Chores steht ein trapezförmiger Anbau aus dem 19. Jahrhundert. Der zweijochige Sakristeianbau steht südlich des Chores und östlich der Marienkapelle.
Kircheninneres
Der dreijochige Saalraum unter einem Kreuzgratgewölbe von 1704 zeigt mächtige Pilastervorlagen. Die Orgelempore im Westjoch entstand um 1700 über einer gedrückten Stichkappentonne. Der stark eingezogene rundbogige Triumphbogen zeigt eine gotische Abfasung und trägt eine spätbarocke Ausfelderung. Das eingezogene Chorjoch und das nochmals eingezogene Altarraumjoch haben Kreuzrippengewölbe mit Schlusssteinen aus dem 14. und 15. Jahrhundert. In den Chorflanken sind abgefaste Spitzbogenöffnungen. Der eingezogene und abgefaste Chorbogen wurde barock rundbogig verändert.

## Ausstattung
Der Hochaltar um 1760 ist ein marmoriertes leicht einschwingendes Retabel mit einem Gebälkabschluss auf Volutenkonsolen. Der Hochaltar zeigt unter einem Baldachin ein Kruzifix und trägt die Seitenfiguren Matthias und Johannes der Täufer. Die Mensa und der Tabernakel sind aus dem 19. Jahrhundert. Das ehemalige Seitenaltarbild hl. Florian malte Leopold Schulz (1859).
Die Orgel baute Johann Georg Fischer (1831) und zeigt ein barockisierend gestaffeltes Prospekt und ein klassizistisches Brüstungspositiv. Eine Glocke goss Georg Arnold 1625.